# Leo Benz
Johann Leodekar Benz (* 4. Oktober 1927 in Lohen, heute Markt Thalmässing; † 11. Februar 2017) war ein deutscher Politiker.
Benz war eines von neun Kindern eines Landwirtehepaares. 1929 übersiedelte die Familie nach Untermässing. Bei der BayWa in Thalmässing erlernte er den Beruf des Großhandelskaufmanns. Mit 17 Jahren wurde er zum Wehrdienst eingezogen und kam zum Kriegsende in amerikanische Kriegsgefangenschaft. 1947 begann er im Landratsamt Hilpoltstein eine Ausbildung zum Verwaltungsfachwirt. Benz war bis zur Auflösung des Landkreises Hilpoltstein dessen Kämmerer. Von 1971 bis 1986 war er Vorsitzender des TV 1879 Hilpoltstein. 1972 gewann er die Wahl zum Bürgermeister der Stadt Hilpoltstein. Ende 1991 ging er aus gesundheitlichen Gründen in Ruhestand.
Benz war von 1972 bis 1996 Mitglied im Kreistag. Von 1972 bis 1990 führte er die CSU-Fraktion.
Leo Benz starb wenige Tage nach seiner Frau Rosa (1929–2017), mit der er zwei Söhne hatte.
Altbürgermeister Benz erhielt die Bayerische Staatsmedaille (1984), das Bundesverdienstkreuz am Bande (1991), die kommunale Verdienstmedaille in Bronze (1996), die Ehrenbürgerwürde der Stadt Hilpoltstein (1992) und die Landkreisverdienstmedaille (1997).